# Tadeusz Wieczorek (1938–2016)

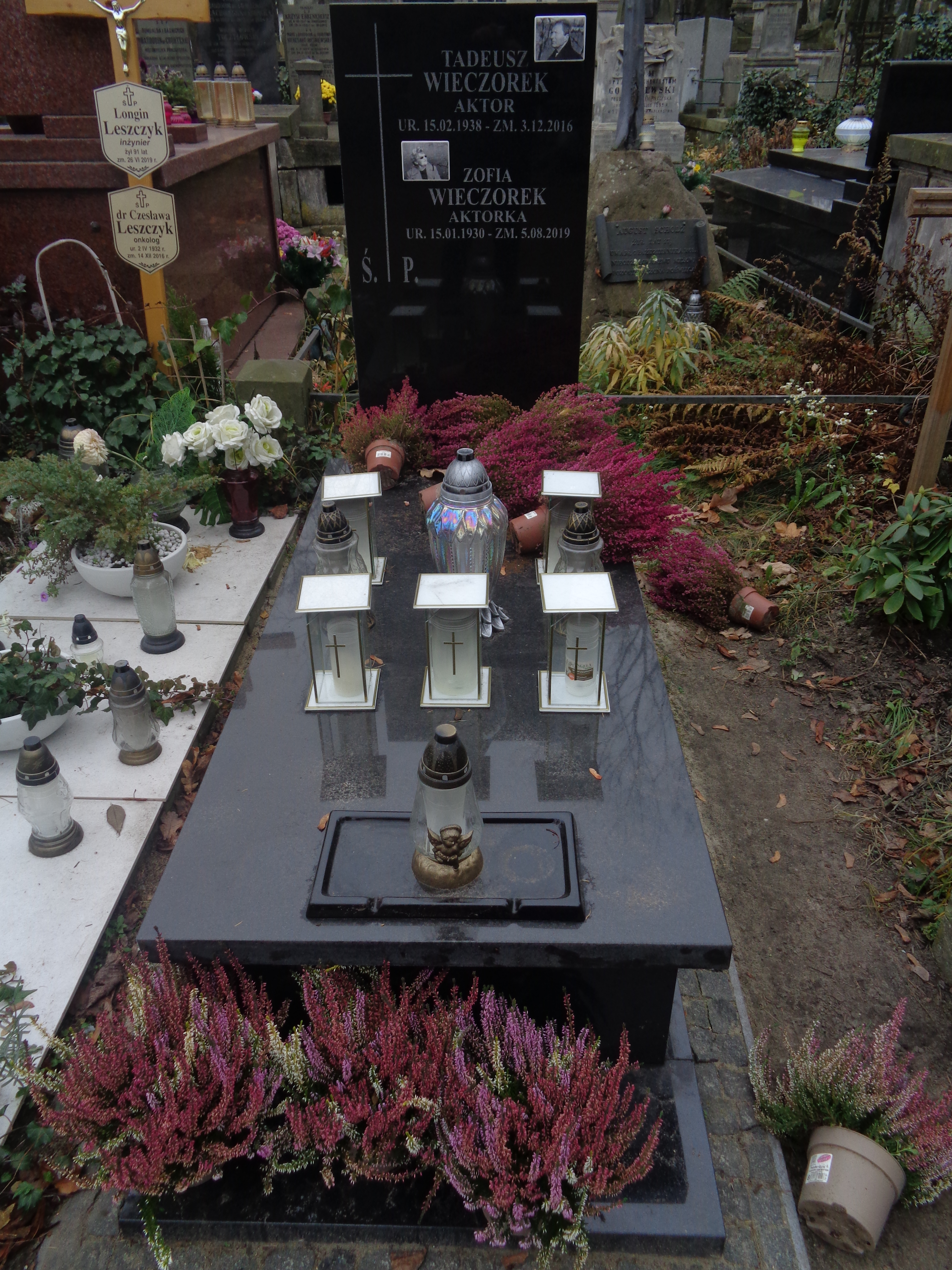
Grób Tadeusza Wieczorka na cmentarzu Powązkowskim

Tadeusz Wieczorek (ur. 15 lutego 1938 w Lidzie, zm. 3 grudnia 2016 w Warszawie) – polski aktor teatralny i filmowy.

## Życiorys
W 1962 roku ukończył Państwową Wyższą Szkołę Teatralną i Filmową w Łodzi. W latach 1962–1973 był aktorem Teatru Ziemi Mazowieckiej w Warszawie. W latach 1973–1978 pełnił funkcję dyrektora artystycznego Stołecznej Estrady, natomiast w latach 1978–1989 był zastępcą dyrektora warszawskiego Teatru Popularnego (obecnie: Teatr Żydowski). Następnie pełnił funkcje dyrektora administracyjnego: Teatru Szwedzka 2/4 (1989–1991) oraz Akademii Teatralnej im. Aleksandra Zelwerowicza w Warszawie (1992–2004).
Grywał epizodyczne role w polskich filmach oraz serialach telewizyjnych, ponadto w latach 1971–1995 wystąpił w kilkunastu przedstawieniach Teatru Telewizji.

## Filmografia

### Filmy fabularne
- Przygody dobrego wojaka Szwejka (1999)
- Wieczór trzeciego króla (2003)

### Seriale
- Janosik (1973, odc. 4)
- Popielec (1982, odc. 8)
- Blisko, coraz bliżej (1986, odc. 11)
- Opowieść o Józefie Szwejku i jego drodze na front (1996, odc. 9, 10)
- Klan
- Miodowe lata (1998, odc. 13)
- Miasteczko (2000–2001)
- Tak czy nie? (2003, odc. 2)
- Na Wspólnej
- Dziupla Cezara (2004, odc. 9)
- M jak miłość (2008, odc. 572)